# Austmusia
Austmusia là một chi nhện trong họ Amphinectidae. 

## Soorten
- Austmusia kioloa Gray, 1983
- Austmusia lindi Gray, 1983
- Austmusia wilsoni Gray, 1983